# Planten un Blomen

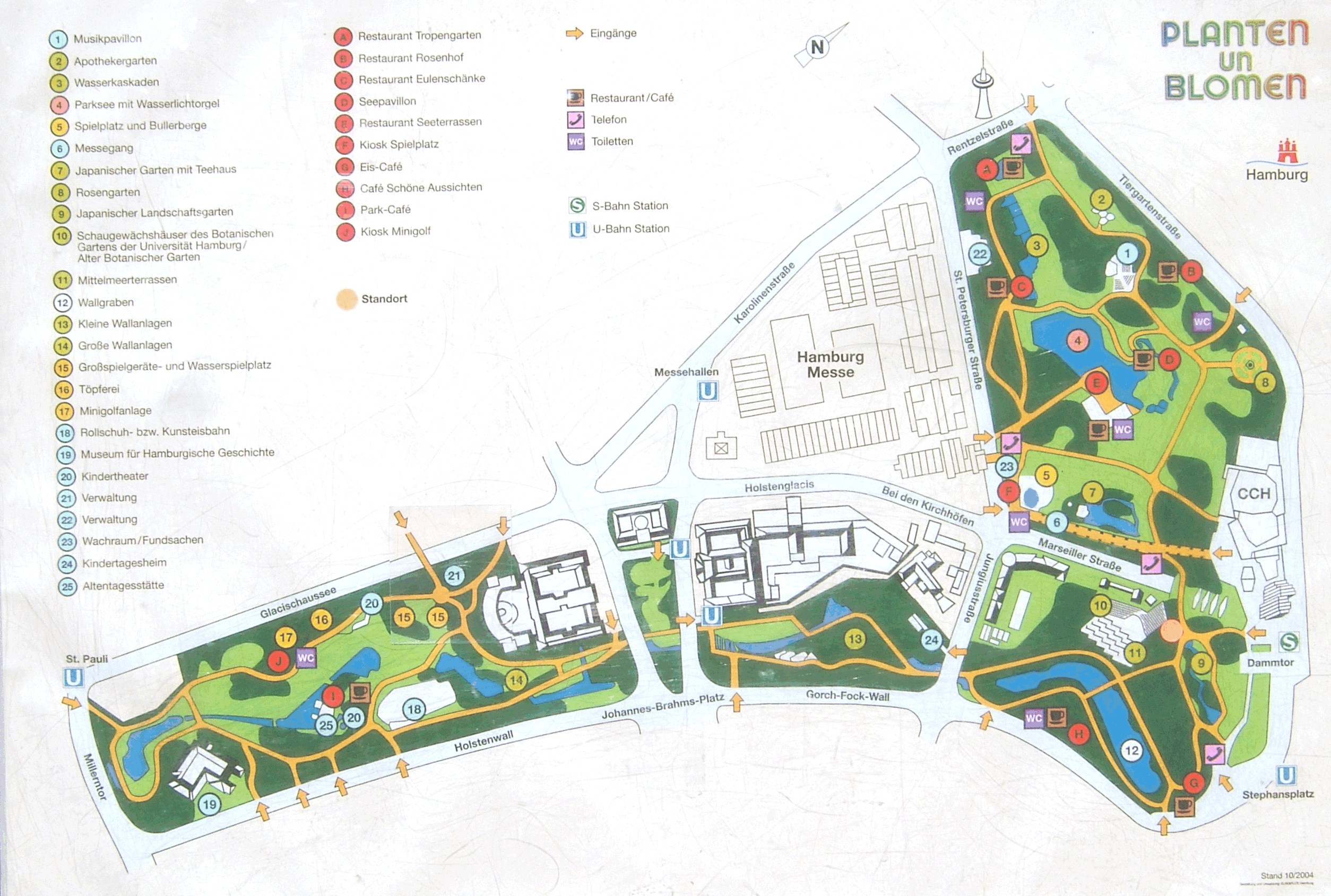
Pianta del parco

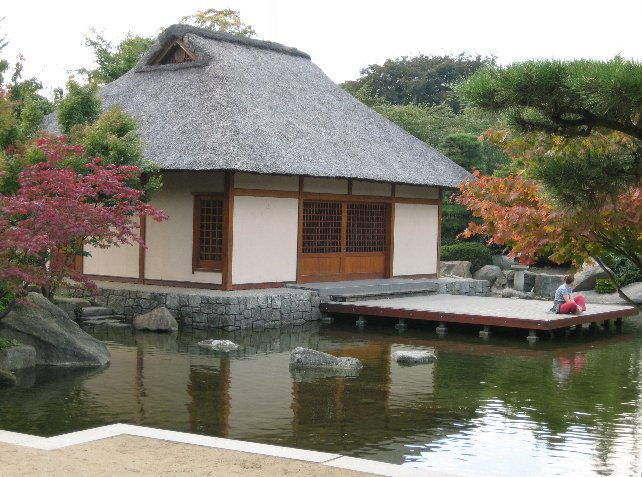
Planten un Blomen: il giardino giapponese

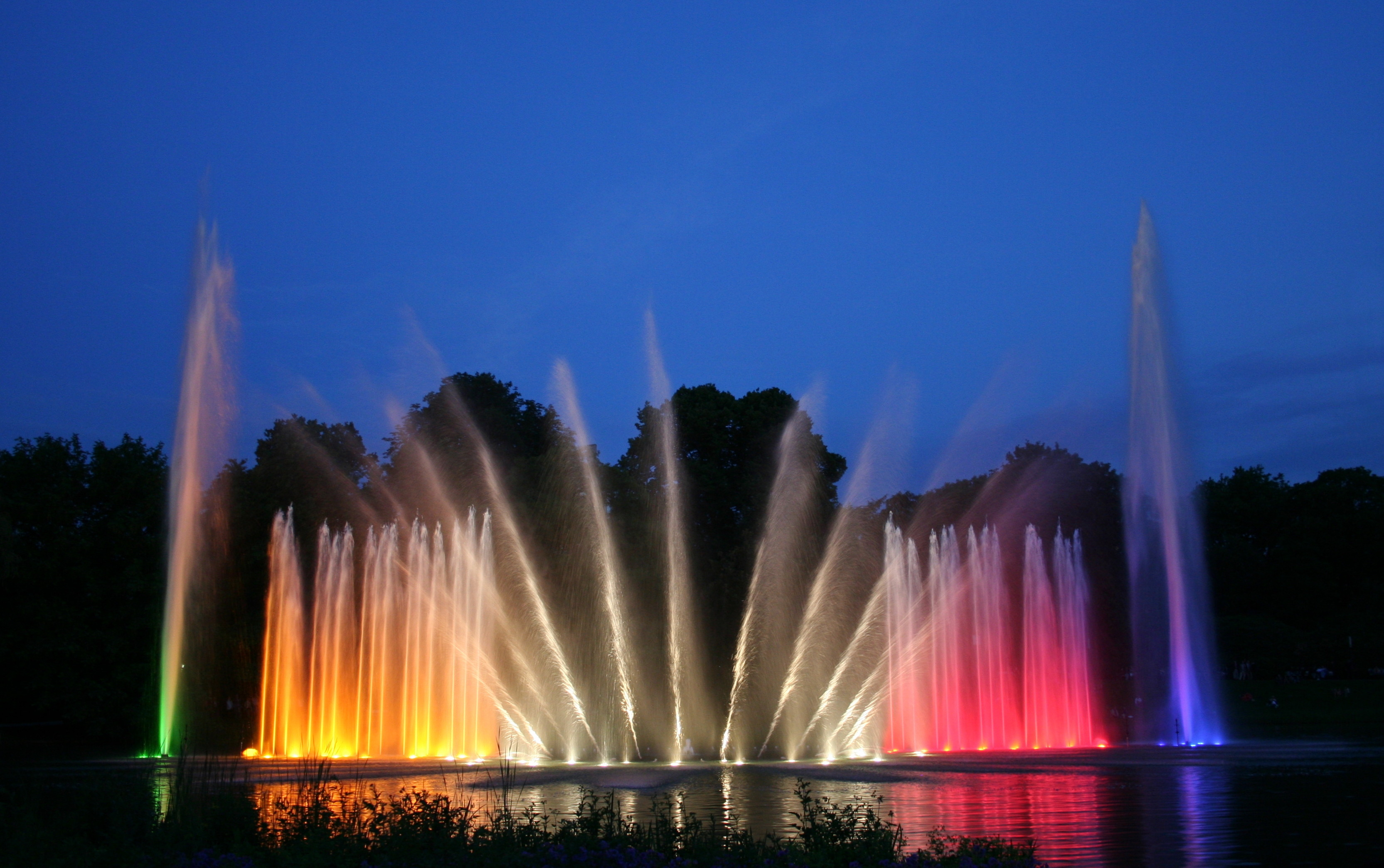
Giochi d'acqua e di luci al Planten un Blomen

Planten un Blomen ("Piante e fiori", in lingua basso tedesca) è un giardino botanico di Amburgo, in Germania, situato lungo la St. Peterburger Straße, nel distretto di Hamburg-Mitte, e realizzato come tale a partire dal 1934/1935.

## Descrizione
Il parco si estende per 47 ettari lungo le antiche fortificazioni cittadine del XVII secolo, tra la Millerntor (quartiere di St. Pauli) e il Congress Center Hamburg.
Planten un Blomen ospita vari giardini a tema, tra cui una serra con piante esotiche, un giardino delle rose e il più grande giardino giapponese d'Europa. All'interno del giardino si trova inoltre una sala da tè, in funzione da maggio a settembre.
Nel parco vivono varie specie animali, quali anitre selvatiche, lepri, scoiattoli, ecc.
Nei mesi che vanno da maggio a settembre, nel giardino si svolgono serate con concerti con giochi d'acqua e luce, ai quali partecipano gruppi jazz, gruppi folcloristici da tutto il mondo e l'orchestra della polizia. Nei mesi invernali, il giardino si trasforma invece in una pista per il pattinaggio su ghiaccio.

## Storia
Nell'area in cui sorge Planten un Blomen trovava posto un tempo lo zoo di Amburgo.
Nel 1930, l'area fu trasformata in un parco cittadino.
Il giardino botanico fu creato tra il 1934 e il 1935 da Karl Plomin in occasione della Niederdeutsche Gartenschau.
Nel 1953, 1963 e 1973, Planten un Blomen ospitò delle esposizioni botaniche internazionali.

## Punti d'interesse

### Giardino delle rose
Il giardino delle rose, che si estende per circa 5.000 m², ospita circa 300 varietà di rose.

### Giardino giapponese
Il giardino giapponese, il più grande del genere in Europa, fu creato nel 1988 dall'architetto Yoshikuni Araki.